# A magyar jégkorong-válogatott mérkőzései 1947-ben

## Eredmények
Barátságos mérkőzés
| 85. mérkőzés 1947. január 10. | Ausztria                                   | 6 – 1           | Magyarország | Bécs, Nézőszám: 4000 Játékvezetők: Wollinger Hircsák |
| 85. mérkőzés 1947. január 10. | Feistritzer Demmer Nowak Walter Wurmbrandt | (3:1, 1:1, 2:0) | Endrei II.   | Bécs, Nézőszám: 4000 Játékvezetők: Wollinger Hircsák |

## Külső hivatkozások
- Népsport